# Parents Television Council
Le Parents Television Council (PTC) est un groupe de défense censeur fondé par le conservateur chrétien Leo Brent Bozell III en 1995. Le PTC donne des avis sur ce qu'il considère être les programmes « adaptés » ou au contraire « dangereux » pour les enfants. 
Chaque année, le PTC lance plusieurs campagnes à l'intention des médias et met en place des envois massifs de plaintes à la Federal Communications Commission, l'agence américaine de régulation des télécommunications. Cette dernière a indiqué en 2004 que la majorité des plaintes qu'elle recevait provenaient du PTC.
L'association revendique 1,3 million de membres, mais en 2010, seulement 12 000 personnes ont répondu à l'appel aux dons annuel de l'organisation.